# 再春 (松本清張)
『再春』（さいしゅん）は、松本清張の短編小説。『清張短篇新集』第10話として『小説新潮』1979年2月号に掲載され、1979年12月に短編集『隠花の飾り』収録の1作として、新潮社より刊行された。
1986年にテレビドラマ化されている。

## あらすじ
鳥見可寿子は中国地方第一の都市に住んでいたが、東京の文学雑誌に出した小説が新人賞となり、続いてその年のある文学賞となった。土地のテレビは彼女を映し、地方紙はインタビュー記事を掲げた。冷やかし半分に妻の執筆を見ていた夫の敏雄だったが、その後も可寿子の小説が東京で好評を得たため、自身も東京本社に転勤する可能性が出てきたと言い、妻への気持ちが変わってきた。
そのうちに伝統ある競合雑誌からも原稿依頼が来たが、可寿子は書くべきテーマが浮かばなかった。焦った彼女は、知人でこの土地の名士である川添菊子に小説のヒントを求める。菊子夫人の友人の話題を素材にして、可寿子は小説「再春」を発表した。ところが…。

## エピソード
- 著者は本作発表の4年後に以下のように記している。「『再春』は、わたし自身の苦い経験である。まだ小倉市（現・北九州市）に居たころ、家裁調停委員の丸橋静子さんから聞いた話を『文藝春秋』に『春の血』と題して発表したところ、トーマス・マンの『欺かれた女』をそのまま取ったといわれた。わたしは『欺かれた女』を読んでいなかった。『春の血』はわたしの小説集にも入れず、『全集（『松本清張全集』を指す）』（第一期）からも削除している」[1]。『春の血』は『文藝春秋』1958年1月号に掲載された短編小説である。
- 北村薫は小説「水源地はどこか」において、作中で鳥見可寿子を批判する評論家は荒正人がモデルであるとし、「1957年12月に発表された清張の短篇『春の血』に対して、荒はなぜ時間の経過した1958年春になってから文句をつけたのか」とする謎を設定、背景に横溝正史をめぐる応酬[2]があったと推測している[3]。

## テレビドラマ
1986年6月23日、関西テレビ制作・フジテレビ系列(FNS)の「松本清張サスペンス 隠花の飾り」（22:00-22:54）の1作として放映。
キャスト
- 鳥見可寿子：檀ふみ
- 三浦浩一
- 加藤治子
- 木ノ葉のこ
- 鈴木瑞穂
- 小島三児
- 富田浩太郎
- 宮田光
- 依田英助
- 小寺大介
- 太地琴恵
- 岡田和子

スタッフ
- 脚本：田中晶子
- 監督：小田切成明
- 制作：関西テレビ、松竹、霧企画

| 関西テレビ制作・フジテレビ系列 松本清張サスペンス・隠花の飾り | 関西テレビ制作・フジテレビ系列 松本清張サスペンス・隠花の飾り | 関西テレビ制作・フジテレビ系列 松本清張サスペンス・隠花の飾り |
| 前番組                                                        | 番組名                                                        | 次番組                                                        |
| ------------------------------------------------------------- | ------------------------------------------------------------- | ------------------------------------------------------------- |
| お手玉 （1986.6.16）                                          | 再春 （1986.6.23）                                            | 百円硬貨 （1986.6.30）                                        |